# Tionna Williams
Tionna Williams (Fort Wayne, 10 settembre 1996) è un'allenatrice di pallavolo ed ex pallavolista statunitense, di ruolo centrale, assistente allenatrice della Concordia Lutheran HS.

## Carriera

### Giocatrice

#### Club
La carriera pallavolistica di Tionna Williams inizia nei tornei scolastici dell'Indiana, giocando con la Concordia Lutheran HS. Dopo il diploma gioca a livello universitario nella NCAA Division I, alla quale partecipa con la Wisconsin dal 2015 al 2018, ricevendo qualche riconoscimento individuale.
Nella stagione 2019-20 gioca la sua unica annata da professionista, approdando nella 1. Bundesliga tedesca con lo FTSV Straubing, ritirandosi al termine della competizione.

### Allenatrice
Nell'autunno 2020 fa ritorno alla Concordia Lutheran HS come assistente allenatrice.

## Palmarès

### Premi individuali
- 2016 - All-America Third Team
- 2018 - NCAA Division I: Champaign Regional All-Tournament Team